# جون سميث (قاتل متسلسل)
جون سميث (بالإنجليزية: John Smith)‏ هو قاتل متسلسل أمريكي، ولد في 1951.